# Ambohimandroso (Atsimo-Atsinanana)
Ambohimandroso is een plaats en commune in Madagaskar, behorend tot het district Farafangana. Tijdens de laatste volkstelling had Ambahimandroso 9.884 inwoners. 
In deze plaats is alleen lager onderwijs gefaciliteerd. 99% van de inwoners werkt in de landbouw, waarbij het belangrijkste landbouwproduct koffie is; andere producten die in deze plaats geproduceerd worden zijn cassave, peper en rijst. In de dienstensector werkt 1% van de inwoners. 

## Bron
- www.ilno.cornell.edu